# Мартинес, Роджер (футболист, 2004)
Роджер Мартинес Сантамария (исп. Roger Martínez Santamaría; род. 5 апреля 2004) — испанский футболист алжирского происхождения, защитник клуба «Эспаньол».

## Клубная карьера
Мартинес — воспитанник клубов «Корнелья», «Барселона» и «Эспаньол». В 2020 году Роджер дебютировал за дублирующий состав последних. 3 января 2023 года в поединке Кубка Испании против «Сельты» Мартинес дебютировал за основной состав. 7 января в матче против «Жироны» он дебютировал в Ла Лиге. 